# Jhajjar (huyện)
Huyện Jhajjar là một huyện thuộc bang Haryana, Ấn Độ. Thủ phủ huyện Jhajjar đóng ở Jhajjar. Huyện Jhajjar có diện tích 1868 ki lô mét vuông. Đến thời điểm năm 2001, huyện Jhajjar có dân số 887392 người.